# Karahasan, Gölköy
Karahasan là một xã thuộc huyện Gölköy, tỉnh Ordu, Thổ Nhĩ Kỳ. Dân số thời điểm năm 2010 là 1.725 người.